# Tooji
Turadzs Kestkár vagy művésznevén Tooji (perzsául: تورج کشتکار) (1987. május 26.) ismertebb nevén Tooji, egy norvég–iráni énekes, festő, modell és televíziós házigazda. Tooji képviselte Norvégiát Azerbajdzsán fővárosában, Bakuban a 2012-es Eurovíziós Dalfesztiválon, a döntőben pedig a 26, azaz utolsó helyet érte el.  A "Cocktail" kislemezétől kezdve folyamatosan használja kandzsi 冬至 (kínai pinjin dōng zhì; és japánul ji) karaktereket a művészi önkifejezésekor. A karakterek a téli napfordulóra, december 21-re emlékeztetnek.

## Karrierje
Tooji az iráni Sirázban született, és amikor egy éves volt családja vele együtt Norvégiába költözött. Tizenhat éves korában kezdte a modellkedést. Ezután az MTV Norwaynél kezdett dolgozni a Super Saturday és a Tooji's Top 10 műsorban.
Szociális gondozónak tanult, és menedékjogi irodákban dolgozott. 772012-ben ő nyerte meg a Melodi Grand Prix-t, így Stay című számával ő képviselhette Norvégiát Azerbajdzsánban, Bakuban a 2012-es Eurovíziós Dalfesztiválon. A második elődöntőből jutott tovább, majd a döntőben 7 ponttal 26 lett.
2012. március 10-én ő képviselte Norvégiát a Melodifestivalen 2012-ben, a svéd előválogatóban. 2013-ban ő képviselte Norvégiát a Svédország Malmö városában megrendezett 2013-as Eurovíziós Dalfesztiválon.
2012 óta Margrethe Roedtel közösen ő képviselői Norvégiát a Melodi Grand Prix Juniorban. A 2012-as Rebels című új számukat így jellemezte: „A Rebels drámai pop-dance, új, természetes részekkel és nehéz elektronikával fűszerezve.”
Stockholmba költözött, hogy tovább képezze a hangját. A "Packin' Guns" címá szám megjelenésével 2014-ben új mélységeket tárt fel mind akusztikusan, mind pedig vizuálisan.

## Diszkográfia

### Kiterjesztett lejátszások
| Cím    | Részletek                                                                           |
| ------ | ----------------------------------------------------------------------------------- |
| Stay   | - Megjelent: 2012. január 16 - Formátum: Digitális letöltés - Kiadó: Tooji Music    |
| Father | - Megjelent: 2015. május 20. - Formátum: Digitális letöltés - kiadó: Kawaii Records |

### Kislemezek
| "Swan Song"                                                        | 2008 | — | Nem albumos kislemez |
| "Stay"                                                             | 2012 | 2 | Stay                 |
| "If It Wasn't For You"                                             | 2012 | — | Stay                 |
| "Rebels"                                                           | 2013 | — | Non-album singles    |
| "Packin' Guns"                                                     | 2014 | — | Non-album singles    |
| "Cocktail"                                                         | 2014 | — | Non-album singles    |
| "Money"                                                            | 2015 | — | Non-album singles    |
| "L.Y.S"                                                            | 2015 | — | Non-album singles    |
| "Father"                                                           | 2015 | — | Father               |
| "Say Yeah"                                                         | 2015 | — | Nem albumos kislemez |
| "—" azt jelzi, hogy az adott kislemez nem fért fel a slágerlistára |      |   |                      |

## Fordítás
Ez a szócikk részben vagy egészben  a   Tooji című angol Wikipédia-szócikk fordításán alapul.  Az eredeti cikk szerkesztőit annak laptörténete sorolja fel. Ez a jelzés csupán a megfogalmazás eredetét és a szerzői jogokat jelzi, nem szolgál a cikkben szereplő információk forrásmegjelöléseként.